# Gerd Brunner (Fußballspieler)

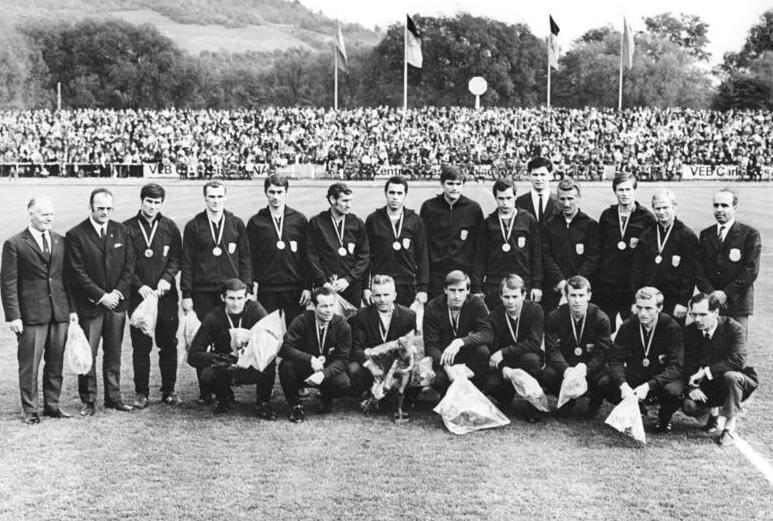
Gerd Brunner (hintere Reihe, sechster von rechts) mit FC Carl Zeiss Jena im Jahr 1970

Gerd Brunner (* 29. November 1947 in Könderitz) war Fußballspieler in der DDR-Oberliga, der höchsten Spielklasse des ostdeutschen Fußballverbandes. Er spielte dort für den FC Carl Zeiss Jena und für Vorwärts Stralsund. Mit Jena wurde Brunner zweimal DDR-Meister.

## Fußball-Laufbahn
Brunner wuchs in seinem Geburtsort, dem im Süden Sachsen-Anhalts nahe Zeitz gelegenen Könderitz, auf. Dort begann er in der örtlichen Betriebssportgemeinschaft Chemie mit dem Fußballspielen. Im Juniorenalter spielte er für die BSG Chemie in der Kreisstadt Zeitz und empfahl sich mit guten Leistungen für die DDR-Juniorennationalmannschaft. Dort kam er am 27. März 1966 zu seinem ersten Juniorenländerspiel, wo er als linker Verteidiger zusammen mit den späteren DDR-Nationalspielern Jürgen Sparwasser und Frank Ganzera in der Mannschaft stand. Insgesamt bestritt Brunner als Zeitzer Spieler fünf Juniorenländerspiele. Außerdem schloss er eine Lehre zum Elektromonteur erfolgreich ab.
Als Auswahlspieler wurde Brunner für den FC Carl Zeiss Jena, dem Fußballschwerpunkt der Region, interessant, und so wechselte der 1,77 m große Mittelfeldspieler noch während der laufenden Fußballsaison am 1. April 1967 nach Jena. Noch im gleichen Monat, am 24. April, wurde er in der Oberligabegegnung des 21. Spieltages Lok Stendal – FC Carl Zeiss (1:0) im linken Mittelfeld eingesetzt. In der folgenden Spielzeit 1967/68 war er mit 22 von 26 möglichen Punktspieleinsätzen bereits Stammspieler der Jenaer und konnte mit seiner Mannschaft am Ende der Saison mit dem Meistertitel seinen ersten großen Erfolg feiern. Zwei Jahre später konnte er diesen Erfolg wiederholen. Im Sommer 1970 absolvierte er drei Länderspiele mit der DDR-Nachwuchsnationalmannschaft. Nachdem Brunner zwischen Juni 1970 und März 1971 in 18 Spieltagen zu keinem Oberligaeinsatz gekommen war, absolvierte er am 17. April 1971, dem 19. Spieltag der Saison, sein letztes Punktspiel für den FC Carl Zeiss Jena.
Im Mai 1971 verpflichtete sich Brunner zu einem mehrjährigen Militärdienst, den er bei der Armeesportgemeinschaft Vorwärts Stralsund ableistete. Dessen Fußballmannschaft war gerade in die Oberliga aufgestiegen und setzte Brunner von Beginn der Spielzeit 1971/72 an in ihren Reihen ein. Auch in Stralsund etablierte sich Brunner sofort als Stammspieler, konnte aber mit seinen 21 Punktspieleinsätzen und drei Toren nicht verhindern, dass die Stralsunder am Ende der Saison wieder absteigen mussten. Zwei Jahre spielte Brunner mit der Armeemannschaft in der zweitklassigen DDR-Liga, erst im Sommer 1974 gelang die Rückkehr in die Oberliga.
Da Brunners Militärzeit im Mai 1974 abgelaufen war, kehrte er nach Jena zurück, wurde aber beim FC Carl Zeiss nur noch in der 2. Mannschaft eingesetzt, die in der DDR-Liga spielte. Angesichts fehlender Perspektiven beendete Brunner nach einem Jahr den Hochleistungssport und schloss sich zu Beginn der Saison 1975/76 viertklassigen Mannschaft von Aufbau Jena an.
In späteren Jahren engagierte sich Brunner wieder beim FC Carl Zeiss Jena, aktuell ist er Mitglied des Aufsichtsrates.

## Oberligaeinsätze
(Tore in Klammern)
- FC Carl Zeiss Jena
  - 1966/67: 02
  - 1967/68: 22 (2)
  - 1968/69: 18 (1)
  - 1969/70: 11
  - 1970/71: 01
- Vorwärts Stralsund
  - 1971/72: 21 (3)